# Absolutely Live
Absolutely Live (с англ. — «Абсолютно живьём») — первый официальный сборник концертных выступлений американской рок-группы The Doors, выпущенный в июле 1970 года.

## Обложка
Джим Моррисон терпеть не мог обложку Absolutely Live. Первоначально предполагалось, что она будет эффектно шероховатой, а на заднем плане — голубоватое фото с концерта группы в театре Aquarius, где была записана включённая сюда Celebration of the Lizard. Художественное отделение Elektra Records решило, однако, что такая фотография недостаточно бросается в глаза. Квадратом поверх имеющейся фотографии на передней обложке была наложена цветная фотография Джима, сделанная более года назад в Голливуд-боул, и альбом вышел раньше, чем об этих изменениях узнали в офисе Doors. Джим был в ярости.

## Переиздания на CD
В 1991 году, на волне новой внимания к The Doors, Absolutely Live был переиздан вместе с концертником Alive, She Cried. Этот релиз был издан на двух компакт-дисках под названием In Concert. Следующее переиздание произошло в 1996 году, на одном CD — с оригинальным трек-листом, но с другим оформлением.

## Список композиций
Авторство песен сборника — The Doors (Денсмор, Кригер, Манзарек, Моррисон) за исключением обозначенных отдельно.
1. «House Announcer» (с англ. — «Речь конферансье») — 2:40
2. «Who Do You Love?» (с англ. — «Кого ты любишь?») (McDaniel) — 6:02
3. «Alabama Song (Whiskey Bar)» (с англ. — «Песнь Алабамы (Виски-бар)») (Brecht, Weill) — 1:51
4. «Back Door Man» (с англ. — «Мужчина, заходящий с чёрного хода») (Dixon) — 2:22
5. «Love Hides» (с англ. — «Любовь прячется») — 1:48
6. «Five to One» (с англ. — «Пять к одному») — 4:34
7. «Build me a Woman» (с англ. — «Сооруди мне женщину») — 3:33
8. «When the Music’s Over» (с англ. — «Когда музыка смолкнет») — 16:16
9. «Close to You» (с англ. — «Близко к тебе») (Dixon) — 4:04
10. «Universal Mind» (с англ. — «Вселенский разум») — 4:54
11. «Petition the Lord with Prayer» (с англ. — «Обращение к Господу с молитвой») — 0:52
12. «Break on Through #2 (Dead Cats, Dead Rats)» (с англ. — «Прорывайся №2 (Дохлые кошки, дохлые крысы)») — 1:54
13. «Break on Through (To the Other Side)» (с англ. — «Прорывайся (на другую сторону)») — 4:40
14-20 «The Celebration of the Lizard» (с англ. — «Восхваление ящера») — 14:29
14. a) «Lions in the Street» (с англ. — «Львы на улице») — 1:14
15. b) «Wake Up» (с англ. — «Проснись!») — 1:23
16. c) «A Little Game» (с англ. — «Небольшая игра») — 1:10
17. d) «The Hill Dwellers» (с англ. — «Обитатели холмов») — 2:35
18. e) «Not to Touch the Earth» (с англ. — «Не касаться земли») — 4:19
19. f) «Names of the Kingdom» (с англ. — «Именем царства») — 1:24
20. g) «The Palace of Exile» (с англ. — «Дворец изгнания») — 2:24
21. «Soul Kitchen» (с англ. — «Кухня души») — 7:11

## Состав группы
- Джим Моррисон — вокал
- Рэй Манзарек — клавишные
- Робби Кригер — гитара
- Джон Денсмор — ударные